# Amy Alcott
Amy Alcott (Kansas City, 22 februari 1956) is een Amerikaanse voormalig golfprofessional die golfte op de LPGA Tour waar ze 29 golftoernooien won waarvan vijf majors.

## Loopbaan
In 1973 won Alcott het US Girls' Junior Championship en ze werd in 1975 op 18-jarige leeftijd golfprofessional. In 1975 debuteerde ze op de LPGA Tour en behaalde in haar eerste seizoen één LPGA-zege door de Orange Blossom Classic te winnen. Op het einde van het seizoen ontving ze van de LPGA Tour de trofee voor nieuwkomer van het Jaar (Rookie of the Year). In juni 1979 behaalde ze haar eerste major 1979 door de Peter Jackson Classic te winnen. Op 31 maart 1991 behaalde ze haar 29ste en laatste LPGA-zege door de Nabisco Dinah Shore te winnen. Het was tevens haar vijfde major.
In 1999 werd Alcott opgenomen in de World Golf Hall of Fame. In 2006 debuteerde ze op de Legends Tour en werd daar meermaals geselecteerd voor het nationale golfteam op de Handa Cup.

## Prestaties

### Professional
LPGA Tour
| Nr. | Datum             | Toernooi                                  | Score           | Score | Info                              |
| --- | ----------------- | ----------------------------------------- | --------------- | ----- | --------------------------------- |
| 1   | 23 februari 1975  | Orange Blossom Classic                    | 68-69-71=207    | –9    |                                   |
| 2   | 23 mei 1976       | '76 LPGA Classic                          | 71-71-67=209    | –4    |                                   |
| 3   | 27 november 1976  | Colgate Far East Open                     | 72-72-67=211    | –5    |                                   |
| 4   | 9 oktober 1977    | Houston Exchange Clubs Classic            | 68-70-70=208    | –8    |                                   |
| 5   | 23 april 1978     | American Defender Classic                 | 71-67-68=206    | –10   | Won de play-off van Hollis Stacy  |
| 6   | 18 februari 1979  | Elizabeth Arden Classic                   | 70-70-72-73=285 | –3    | Won de play-off van Sandra Post   |
| 7   | 29 juli 1979      | Peter Jackson Classic                     | 75-70-70-70=285 | –7    |                                   |
| 8   | 14 oktober 1979   | United Virginia Bank Classic              | 70-70-73-73=286 | –2    |                                   |
| 9   | 3 november 1979   | Mizuno Japan Classic                      | 71-73-67=211    | –11   |                                   |
| 10  | 13 april 1980     | American Defender/WRAL Classic            | 68-69-69=206    | –10   |                                   |
| 11  | 6 juli 1980       | Mayflower Classic                         | 69-65-72-69=275 | –13   |                                   |
| 12  | 13 juli 1980      | US Women's Open                           | 70-70-68-72=280 | –5    |                                   |
| 13  | 12 oktober 1980   | Inamori Golf Classic                      | 69-69-72-70=280 | –12   |                                   |
| 14  | 22 februari 1981  | Bent Tree Ladies Classic                  | 71-67-71-67=276 | –12   |                                   |
| 15  | 10 mei 1981       | Lady Michelob                             | 69-74-66=209    | –7    |                                   |
| 16  | 28 maart 1982     | Women's Kemper Open                       | 72-74-69-71=286 | –6    |                                   |
| 17  | 3 april 1983      | Nabisco Dinah Shore                       | 70-70-70-72=282 | –6    |                                   |
| 18  | 13 mei 1984       | United Virginia Bank Classic              | 71-70-69=210    | –6    |                                   |
| 19  | 1 juli 1984       | Lady Keystone Open                        | 74-69-65=208    | –8    |                                   |
| 20  | 9 september 1984  | Portland Ping Championship                | 69-73-71=212    | –4    |                                   |
| 21  | 23 september 1984 | San Jose Classic                          | 69-70-72=211    | –8    |                                   |
| 22  | 24 februari 1985  | Circle K Tucson Open                      | 74-69-69-67=279 | –9    |                                   |
| 23  | 5 mei 1985        | Moss Creek Women's Invitational           | 72-70-73-69=284 | –4    |                                   |
| 24  | 18 augustus 1985  | Nestle World Championship of Women's Golf | 65-70-70-69=274 | –14   | Won de play-off van Patty Sheehan |
| 25  | 6 juli 1986       | Mazda Hall of Fame Championship           | 70-70-72-72=284 | –4    | Won de play-off van Lauren Howe   |
| 26  | 3 augustus 1986   | LPGA National Pro-Am                      | 72-69-72-70=283 | –5    |                                   |
| 27  | 3 april 1988      | Nabisco Dinah Shore                       | 71-66-66-71=274 | –14   |                                   |
| 28  | 23 juli 1989      | Boston Five Classic                       | 68-68-68-68=272 | –16   |                                   |
| 29  | 31 maart 1991     | Nabisco Dinah Shore                       | 67-70-68-68=273 | –15   |                                   |

| major |

Overige zeges
| Jaar | # | Toernooi(en)                                                                             |
| ---- | - | ---------------------------------------------------------------------------------------- |
| 1980 | 1 | Pioneer Cup                                                                              |
| 1981 | 2 | Mitsukoshi International Golf Tournament, Mr. Goodwrench Invitational (met Larry Nelson) |
| 1986 | 1 | Mazda Champions (met Bob Charles)                                                        |

## Teamcompetities
Professional
- Handa Cup ( USA): 2006 (winnaars), 2007 (winnaars), 2008 (winnaars), 2009 (winnaars), 2010 (winnaars)